# ECPR
Az ECPR (European Consortium for Political Research – Európai Konzorcium a Politikai Kutatásért) egy politikatudományi szervezet, amely az utóbbi időben az európai politikatudományi kutatások egyre befolyásosabb keretintézményévé és szervezőerejévé vált.
Az ECPR-t 1970-ben hozták létre a Ford Foundation támogatásával. Az ECPR nyári egyetemeket, különböző, de meghatározott kutatási programokat és kutatói műhelyeket, valamint egyetemek közötti közös kutatási tervezeteket is támogat. Saját szakmai folyóiratot ad ki „The European Journal for Political Research” címen.